# Profirma
Profirma war eine Zeitschrift für Unternehmer, die von 1997 bis 2012 erschien. Die verbreitete Auflage lag meist bei mehr als 80.000 Exemplaren.

## Inhalte
Inhabern und Geschäftsführern mittelständischer Unternehmen bot Profirma Informationen zur strategischen Unternehmensführung, zu Finanzierung, Recht, Steuern und Marketing sowie Informationstechnologie. Bei den Artikeln wurde der Nutzwert betont. Profirma stand in unmittelbarem Wettbewerb mit Impulse und Markt und Mittelstand.

## Geschichte
ProFirma wurde 1997 im Max-Schimmel-Verlag in Würzburg gegründet. Im September 2000 reduzierte der Verlag die Zahl der Ausgaben von zehn auf sechs pro Jahr und erhöhte die Druckauflage vorübergehend auf mehr als 100.000 Exemplare. Zu dieser Zeit produzierte das BfKD Büro für Kommunikation & Design die Zeitschrift für wenige Ausgaben, bevor sie im Juli 2001 wieder im Max-Schimmel-Verlag selbst erstellt wurde. Im November des gleichen Jahres integrierte der Verlag das IT-Magazin BusinessUser in Profirma. Ab 2002 erschien das Magazin zehn bis zwölf Mal im Jahr. Im Jahr 2004 übernahm die Haufe-Gruppe den Schimmel-Verlag komplett und verlegte die Redaktion nach Freiburg im Breisgau. Zeitschrift und Online-Auftritt wurden um das Internetportal profirma-premium.de mit kostenpflichtigen Arbeitshilfen wie Checklisten, Formulare und Fachbeiträge zur Unternehmensführung ergänzt. Für den Landesverband Baden-Württemberg des Bund der Selbständigen wurden ab 2006 in jeder Ausgabe einige Mitgliedsseiten erstellt, da der knapp 20.000 Exemplare als Mitgliederstücke erhielt. Im Oktober 2012 gab die Haufe-Gruppe die Einstellung von Profirma bekannt. Als Grund nannte der Verlag die gesunkenen Anzeigenerlöse.

## Chefredakteure
- 1998–2000: Uta Janzen[12]
- 2000–2001: Axel Winkelnkemper[13]
- 2001–2004: Peter Steinmüller[14]
- 2004–2012: Dieter Römer[15]